# ZeroZeroZero
ZeroZeroZero es una serie de televisión italiana de drama criminal creada por Stefano Sollima, Leonardo Fasoli y Mauricio Katz para Sky Atlantic, Canal+ y Amazon Prime Video. Está basado en el libro del mismo nombre de Roberto Saviano, un estudio del negocio en torno a la droga cocaína, abarcando su movimiento a través de los continentes. La serie está protagonizada por Andrea Riseborough, Dane DeHaan y Gabriel Byrne como la familia estadounidense Lynwood, que controla una compañía naviera internacional que actúa como corredor de cocaína entre el crimen organizado mexicano e italiano. La serie deriva su nombre del tipo de harina de trigo más blanca y finamente molida (000), que es «el apodo entre los narcotraficantes para la cocaína más pura del mercado».
El estreno mundial de ZeroZeroZero fue el 5 de septiembre de 2019 en el 76.º Festival Internacional de Cine de Venecia, donde los dos primeros episodios se proyectaron fuera de competición. La serie se estrenó en televisión el 14 de febrero de 2020 en Sky Atlantic en Italia. La serie recibió críticas generalmente favorables.

## Trama
La serie sigue el viaje problemático de un gran cargamento de cocaína desde Monterrey, México hasta Gioia Tauro, Italia. Los vendedores son los capos mexicanos de la droga Enrique y Jacinto Leyra, quienes son ayudados en sus actividades delictivas por Manuel Quinteras y su grupo de soldados corruptos; el comprador es Don Minu La Piana, un jefe de la 'Ndrangheta, cuya posición es cuestionada por su ambicioso nieto Stefano y la familia Curtiga; los corredores a cargo del envío son los Lynwood, una familia estadounidense de Nueva Orleans propietaria de una prestigiosa compañía naviera. Las luchas internas dentro de la 'Ndrangheta provocan que el envío se desvíe a Marruecos, y el retraso tiene consecuencias dramáticas para todas las partes interesadas.

## Reparto

### Principales
- Andrea Riseborough[1] como Emma Lynwood, la hija mayor de Edward Lynwood, que dirige la compañía naviera de la familia.
- Dane DeHaan[1] como Chris Lynwood, el hermano menor de Emma, afectado por la enfermedad de Huntington.
- Giuseppe De Domenico[1] como Stefano La Piana, miembro de la 'Ndrangheta
- Adriano Chiaramida como Don Damiano "Minu" La Piana, jefe de la 'Ndrangheta y abuelo de Stefano
- Harold Torres[1] como Manuel Quinteras, soldado del Ejército Mexicano, trabajando en secreto para los hermanos Leyra.
- Noé Hernández como Varas, comandante del Ejército Mexicano
- Erick Israel Consuelo como Moko, un soldado del Ejército Mexicano
- Tchéky Karyo como François Salvage, un capitán que trabaja para los Lynwood.
- Francesco Colella como Italo Curtiga, aliado de Stefano
- Diego Cataño como Chino, soldado del Ejército Mexicano
- Norman Delgadillo como Diego, un soldado leal del Ejército Mexicano.
- Nika Perrone como Lucía, la esposa de Stefano
- Gabriel Byrne[1] como Edward Lynwood, el padre de Chris y Emma y jefe de la compañía naviera de la familia.
- Claudia Pineda como Chiquitita, esposa de Diego
- Jesús Lozano como Gordo, soldado del Ejército Mexicano
- José Salof como Indio, soldado del Ejército Mexicano
- Flavio Medina como Jacinto Leyra, un narco mexicano
- Víctor Huggo Martín como Enrique Leyra, un narco mexicano y hermano de Jacinto
- Seydina Baldé como Omar Gamby, el reparador de Emma en Dakar
- Nabiha Akkari como Amina, hija de Yasser, el mediador de los Lynwood en Casablanca y el interés amoroso de Chris.
- Pablo Abitia como Nancy, narco mexicano.

### Periódicos
- José Carlos Rodríguez como Pastor Jorge
- Mostefa Djadja como Yasser, el mediador de los Lynwood en Casablanca y el padre de Amina.

## Producción
La serie se rodó en México, Italia, Senegal, Marruecos y Estados Unidos.

## Distribución
La serie se estrenó el 14 de febrero de 2020 en Sky Atlantic en Italia. Fue estrenada en su totalidad el 6 de marzo de 2020 en Amazon Prime Video en Estados Unidos, Canadá, Latinoamérica y España. ZeroZeroZero se estrenó el 9 de marzo de 2020 en Canal+ en Francia, y el 26 de marzo de 2020 en Sky Atlantic en Alemania y Austria. Se estrenó el 14 de mayo de 2020 en SBS y SBS On Demand en Australia. La serie se estrenó el 4 de febrero de 2021 en Sky Atlantic en el Reino Unido e Irlanda.
HBO Europe ha distribuido la serie en todos sus países (excepto España) desde el 14 de febrero de 2020.

## Recepción
ZeroZeroZero ha sido bien recibido por la crítica. Tiene una calificación de «fresco» del 94% en Rotten Tomatoes, con una calificación promedio de 8/10, según 34 reseñas. The Critics Consensus afirma: " ZeroZeroZero, un thriller adictivo cuya mayor debilidad es que a veces es demasiado retenido, te acompañará mucho después de que aparezcan los créditos. Tiene una calificación de 75/100 en Metacritic basada en 10 reseñas, lo que indica reseñas "generalmente favorables".
Nick Allen de RogerEbert.com elogió a ZeroZeroZero como «el tipo de película de suspenso que causa una impresión tan profunda porque puede pensar en grande y en pequeño al mismo tiempo, uniendo tres historias individuales apasionantes en una saga masiva». Mike Hale de The New York Times caracterizó el espectáculo como «tres espectáculos en uno: una saga de la mafia italiana con laderas rocosas de Calabria y omertà generacional; un narco thriller mexicano con lujosa violencia de cartel; y, más improbablemente, un estilo de película independiente Drama familiar estadounidense y estudio de personajes. La serie alterna entre las tres historias, que están íntimamente conectadas pero en su mayor parte se cuentan por separado, con encuentros ocasionales que son invariablemente malas noticias para los personajes involucrados». Comparó la serie desfavorablemente con la serie anterior basada en Roberto Saviano, Gomorra, pero elogió la caracterización y las actuaciones de Riseborough y DeHaan. Daniel Fienberg, de The Hollywood Reporter, escribió que ZeroZeroZero fue "bellamente filmado, pero con un carácter frustrantemente limitado", y agregó que "la familiaridad con el género puede hacer que ZeroZeroZero sea menos fresco, pero sigue siendo bastante visible, si puedes ignorar su racha vagamente nihilista, gracias a un buen reparto, una dirección segura y una cinematografía que a veces es realmente impresionante".

## Banda sonora
El 1 de mayo de 2020 se lanzó un álbum con la banda sonora de la banda escocesa Mogwai.